# Liquidfive
liquidfive (* 11. September 1972 in Racibórz; eigentlich Martin Maximilian Kotzur) ist ein deutsch-polnischer DJ und Musikproduzent der Elektronischen Tanzmusik (EDM).

## Werdegang
Martin Maximilian Kotzur wurde am 11. September 1972 in Ratibor in Polen geboren und zog im Alter von neun Jahren nach Deutschland. 2011 gründete er das Projekt Liquidfive zunächst als Band und spielte dort Schlagzeug. 2014 entschied er, das Projekt als DJ und Produzent allein fortzuführen.
Im Jahr 2013 gründete Kotzur sein eigenes Label 5L-Records, auf dem er Songs für Liquidfive, aber auch Kollaborationen mit anderen Künstlern veröffentlicht.
Im Jahr 2016 veröffentlichte Kotzur als Solokünstler Liquidfive seinen ersten Song Love 'n' Be Loved auf 5L-Records. Im gleichen Jahr folgte seine bisher einzige deutschsprachige Veröffentlichung Stadt Land Fluss. Erste internationale Bekanntheit erlangte er mit seiner Single Freedom aus Juli 2017.
Von 2018 bis 2021 veröffentlichte Liquidfive mehr als 20 Stücke über 5L und externe Label. Unter diesen Stücken befand sich auch No Sugar von 2019, der von Tom Novy geremixt wurde, Thinking About You von 2020 oder Bongo Cha Cha Cha (Summer Beat) von 2021, die in der EDM-Szene erfolgreich waren.
2022 verarbeitete Liquidfive durch die Single Back 2 U den Brand seiner Essener Wohnung. Außerdem spielte er auf den deutschen Festivals SonneMondSterne und Parookaville.
2023 widmete sich liquidfive der Überarbeitung seines Sounds und konzentrierte sich fortan stärker auf die stimmlichen Gastbeiträge. Er veröffentlichte unter anderem Don’t Look Back mit Alltag.
liquidfive gelang im März 2024 mit der Single Veins in Kooperation mit B Martin aus Los Angeles der Eintritt in die Top 10 der US-amerikanischen iTunes-Dance-Charts. Nach einem Besuch der Winter Music Conference/Miami Music Week und des dazugehörigen Ultra Festival im Frühjahr produzierte er den liquidfive Under Control Edit des Songs Innerbloom von Rüfüs Du Sol. Im Sommer des Jahres spielte er beim Kick Off des Festivals SonneMondSterne Liquidfive veröffentlichte die Single You mit Yves V und Madism auf dem Berliner Label Crash Your Sound. Northern Light mit Justin J Moore erschien Ende August 2024 über das Major Label Warner Music SEE. Eine weitere Veröffentlichung, New Heights mit Charming Horses, erschien im September 2024 über das niederländische Label Soave. One More kam im Oktober 2024 auf dem eigenen Label 5L-Records und All I Need Is You erschien am 25. Oktober in Zusammenarbeit mit MKJ und Badjack auf dem schwedischen Label LoudKult. Zudem begann der DJ ab Juni 2024 seine liquidfive Under Control Radio Show, die alle zwei Wochen auf Radiostationen weltweit in einer neuen Episode ausgestrahlt wird.
Kotzur hat zwei Söhne und wohnt in Düsseldorf.

## Diskografie
Singles
- 2012: How I Feel (Unplugged Piano) (feat. Becky, 5L Records)
- 2013: Are You An Angel (5L Records)
- 2014: Hold Me Forever (5L Records)
- 2014: Never Felt Like This Before (5L Records)
- 2014: Count The Days (5L Records)
- 2014: How I Feel (5L Records)
- 2016: Love 'n' Be Loved (feat. Lucia Sky, 5L Records)
- 2016: Stadt Land Fluss (feat. Syrah, 5L Records)
- 2017: Dreamers (feat. Charlie Coler, 5L Records)
- 2017: Freedom (5L Records)
- 2017: Sweater Weather (5L Records)
- 2017: The Other Side (feat. Julian Bird, 5L Records)
- 2017: Your Love (5L Records)
- 2018: So In Love (feat. Ole Sturm & Andru Donalds, 5L Records)
- 2018: Depth Of Your Love (1st Strike)
- 2018: I Want Your Soul (feat. Alltag & C-Ro, 1st Strike)
- 2018: On & On (1st Strike)
- 2019: Alive (feat. OMZ, 5L Records)
- 2019: Young (feat. DJ Luane, 5L Records)
- 2019: One Chance (5L Records)
- 2019: No Sugar (feat. Cap&Chino, 5L Records)
- 2019: No Sugar (Tom Novy Remix) (feat. Cap&Chino & Tom Novy, 5L Records)
- 2019: Only You (feat. DJ Luane, 5L Records)
- 2019: Dust In The Wind (5L Records)
- 2019: Dance Away (5L Records)
- 2020: Stars (5L Records)
- 2020: Tears On The Floor (5L Records)
- 2020: Thinking About You (feat. Alltag, Up All Night)
- 2020: Never Ends (feat. Allan Silva, YOKE Music)
- 2020: Let U Go (5L Records)
- 2021: WHOM!  (5L Records)
- 2021: Baby, It´s Alright (5L Records)
- 2021: Promise (feat. Clarees, 5L Records)
- 2021: Bongo Cha Cha Cha (Summer Beat) (SNSD Records)
- 2021: Bright (5L Records)
- 2021: Head Full Of Summer (feat. Rufus Martin, 5L Records)
- 2021: Feel Alright (5L Records)
- 2021: We´re Just People (5L Records)
- 2021: Drown (5L Records)
- 2022: Maliboo (5L Records)
- 2022: Back 2 U (5L Records)
- 2022: Silver Lining (5L Records)
- 2022: Freedom 2022 (5L Records)
- 2023: Kaleidoscope (5L Records)
- 2023: Paradise (5L Records)
- 2023: Don´t Look Back (feat. Alltag, 5L Records)
- 2023: Both Sides Of My Heart (feat. Joe Killington, 5L Records)
- 2023: Lights Are Blinding (5L Records)
- 2023: One Fight (5L Records)
- 2023: Falling Apart (5L Records)
- 2023: Forget You (5L Records)
- 2023: Going Anywhere (5L Records)
- 2023: Go Go Go Go (5L Records)
- 2024: Girl With The Broken Heart (5L Records)
- 2024: Veins (feat. B Martin, 5L Records)
- 2024: Lights (feat. Joel Coopa & Alltag, 5L Records)
- 2024: Stars In The Sky (feat. Alltag, 5L Records)
- 2024: Pretty Little Things (feat. Kovan & Poylux, Soave)
- 2024: You & I (feat. CRÜPO, NGHTIME! & Tima Dee, Soave)
- 2024: Don´t Look Back 2.0 (feat. LonelyBrothers, Alltag & Kush Rust, 5L Records)
- 2024: sad girl summer (not again) [Alternative Version] (feat. VICTORIA, Warner Music SEE)
- 2024: I´ll Be With You (feat. NGHTIME!, 5L Records)
- 2024: You (feat. Yves V & Madism, Crash Your Sound)
- 2024: Northern Light (feat. Justin J. Moore, Warner Music SEE)
- 2024: New Heights (feat. Charming Horses & Abi F Jones, Soave)
- 2024: One More  (5L Records)
- 2024: I´ll Be With You (feat. MKJ & Badjack, LoudKult)
- 2024: Lean On My Love (Warner Music SEE)